# Kostiantyn Pronenko
Kostiantyn Pronenko (ukr. Костянтин Проненко; ur. 26 listopada 1971 w Dniepropietrowsku) – ukraiński wioślarz.

## Osiągnięcia
- Mistrzostwa Świata Juniorów – Szeged 1989 – dwójka podwójna – 2. miejsce[1].
- Mistrzostwa Świata – Račice 1993 – dwójka podwójna – 11. miejsce[1].
- Mistrzostwa Świata – Tampere 1995 – czwórka podwójna – 4. miejsce[1].
- Mistrzostwa Świata – Aiguebelette 1997 – dwójka podwójna – 9. miejsce[1].
- Mistrzostwa Świata – Kolonia 1998 – dwójka podwójna – 15. miejsce[1].
- Mistrzostwa Świata – St. Catharines 1999 – dwójka podwójna – 7. miejsce[1].
- Igrzyska Olimpijskie – Sydney 2000 – dwójka podwójna – 11. miejsce[1].
- Mistrzostwa Świata – Eton 2006 – ósemka – 16. miejsce[1].
- Mistrzostwa Europy – Poznań 2007 – czwórka bez sternika – 8. miejsce[1].